# Johann Christoph Denner
Pour les articles homonymes, voir Denner.
Johann Christoph Denner (13 août 1655–20 avril 1707), né à Leipzig, mort à Nuremberg, est un célèbre facteur d'instrument à vent allemand considéré notamment comme l'inventeur de la clarinette.

## Biographie

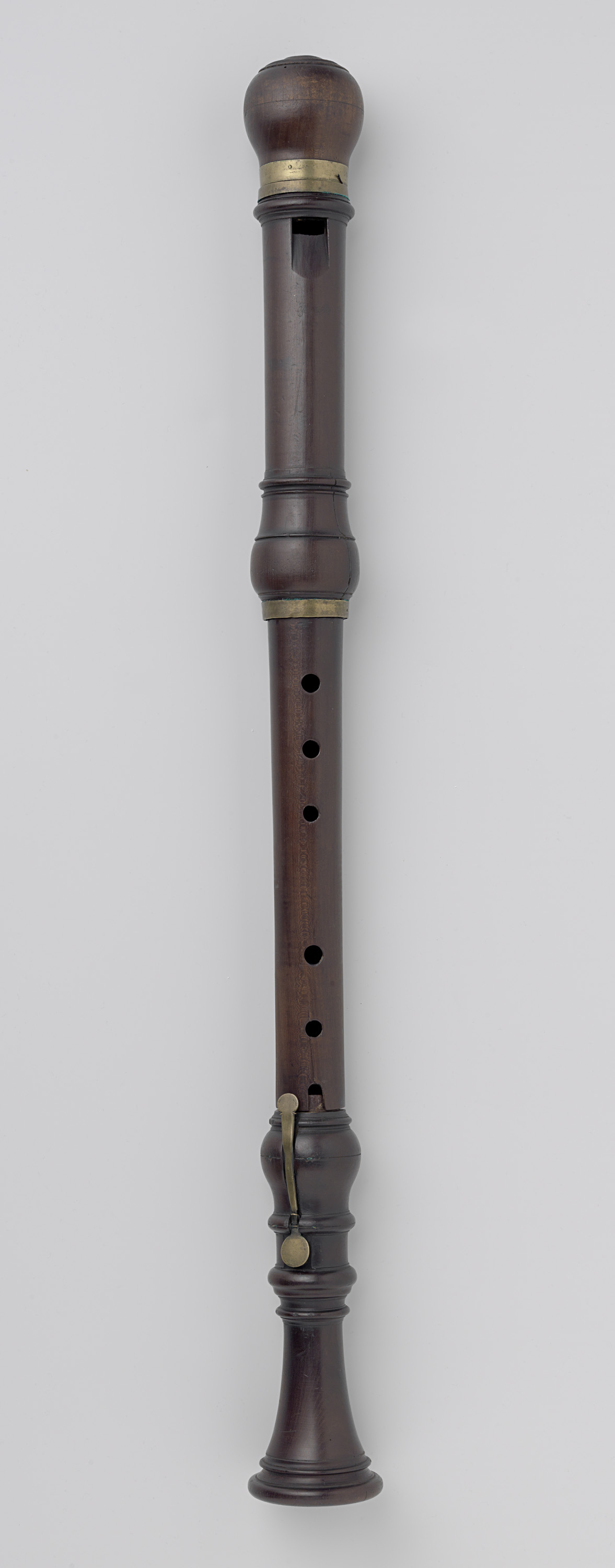
Flûte à bec basse à une clé en laiton de Johann Christoph Denner, estampillée sur le bec : 'I.C.DENNER' (ca. 1700).

Johann Christoph Denner est né à Leipzig dans une famille d'accordeurs de cor. Avec son père, Heinrich Denner, fabricant de sifflets et de cors de chasse, il s'installe à Nuremberg en 1666,.
J. C. Denner s'est lancé dans la fabrication d'instruments en 1678 et a obtenu des droits pour la "fabrication d'instruments de musique français consistant principalement en hautbois et flûtes à bec [flandadois]" en 1697.
Deux de ses fils, Jacob et Johann David, sont également devenus des facteurs d'instruments. Au moins soixante-huit instruments attribués à J. C. Denner ont survécu jusqu'à nos jours, bien que les instruments survivants portant son nom proviendraient des ateliers de ses fils.
Denner est mort en 1707 et a été enterré à Nuremberg.
En 1730, Johann Gabriel Doppelmayr écrit cette affirmation à propos de Denner dans son ouvrage Historische Nachricht von den Nürnbergischen Mathematicis und Künstlern :

« Au début de notre siècle, il a inventé un nouveau genre d'instrument à conduit dénommée clarinette... et a enfin présenté un chalumeau amélioré. »

Sur la base de ce passage, de nombreux chercheurs ont attribué à Denner l'amélioration du chalumeau et l'invention de la clarinette. Malgré la phrase « Au début de notre siècle », il est souvent avancé qu'il a inventé l'instrument en 1690, mais il n'y en a aucune preuve. En réalité, il est possible que J. C. Denner n'ait jamais construit aucune clarinette. La paternité d'une seule clarinette existante, détenue par l'université de Californie à Berkeley lui a été attribuée, mais cette attribution est contestée,,. Un autre instrument pouvant avoir été fabriqué par Denner a été détruit pendant la Seconde Guerre mondiale. La plus ancienne mention de la clarinette figure sur une facture de Jacob Denner qui date de 1710, trois ans après la mort de J. C. Denner.
Il subsiste également dans les collections des exemplaires de cervelas baroque à perce pseudo-conique fabriqués par Denner.